# Bromure d'osmium(III)
Le bromure d'osmium(III) est un composé chimique de formule OsBr3. Il s'agit d'un solide gris foncé pratiquement insoluble dans l'eau et cristallisé dans la structure orthorhombique de l'iodure de zirconium(III) ZrI3 (groupe d'espace Pmmn, no 59). Il peut être obtenu par décomposition thermique du bromure d'osmium(IV) OsBr4 dans une enceinte de 300 à 400 °C :
2 OsBr4 ⟶ 2 OsBr3 + Br2.
La composition exacte de la substance obtenue est cependant parfois remise en cause, certains travaux soutenant plutôt la stœchiométrie OsO0,5Br3 en tenant compte de l'oxygène de l'air. L'observation de phases OsBr3,4-3,6 a cependant été confirmée.